# Décès en septembre 1957
Décès
- 1953
- 1954
- 1955
- 1956
- 1957
- 1958
- 1959
- 1960
- 1961

Pour une information complémentaire, voir la page d'aide.

| Date        | Nom                     | Pays                 | Activités                                      | Âge | Source |
| ----------- | ----------------------- | -------------------- | ---------------------------------------------- | --- | ------ |
| 2 septembre | Peter Freuchen          | Drapeau du Danemark  | Explorateur, anthropologue et écrivain danois. | 71  |        |
| 8 septembre | Aristide de Bardonnèche | Drapeau de la France | Homme politique français.                      | 71  |        |